# Carl Humann
Carl Humann (4 de enero de 1839 en Steele, cerca de Essen -12 de abril de 1896 en Esmirna) fue un arquitecto y arqueólogo alemán.
A él se debe el descubrimiento del Altar de Pérgamo.
De salud frágil, tras finalizar sus estudios, siguió los consejos de los médicos y partió hacia el sur. Llegó a Asia Menor en 1861.
Viajó a través del Imperio otomano durante seis años. Coleccionó antigüedades y envió informaciones geográficas a Heinrich Kiepert en Berlín. Aceptó algunas comisiones, como la construcción de una residencia para el embajador británico.
En 1862, su hermano Franz fue nombrado agente diplomático en Samos. En 1867, Franz fue encargado por el Sultán de la construcción de cinco carreteras y vías férreas en Asia Menor, que unieron Constantinopla con Esmirna. Carl se responsabilizó de un equipo de 2000 obreros y 500 animales (bueyes, camellos y mulas).
Carl Humann comenzó a hacer registros en Samos, luego en Smyrne. En 1864, hizo una primera visita a Pérgamo, ciudad que le fascinó inmediatamente. También se caracterizó por un sentimiento de urgencia: las ruinas de la ciudad se  utilizaban para alimentar los hornos de cal de los alrededores.
El 27 de septiembre de 1871, recibió la visita de Ernst Curtius, el arqueólogo alemán descubridor de Olimpia. Admiró las esculturas que se habían encontrado y que parecían formar parte de una serie. Curtius convenció a Humann de enviar sus hallazgos a Berlín.
En 1877, las esculturas fueron identificadas por el nuevo director del Museo de Berlín: se trataba de la Gigantomaquia del Altar de Pérgamo. Escribió a Humann, que ocupaba entonces el puesto de director de una mina de sal, para proponerle ser el representante del Museo en Turquía. Le envió 2700 marcos tras su recibir su aceptación. El Estado alemán obtuvo una firma que le autorizaba a excavar en Pérgamo. Los trabajos comenzaron el 9 de septiembre de 1878. Dos nuevas campañas arqueológicas tuvieron lugar en 1880-1881 y 1883-1886.
En junio y julio de 1887, excavó el yacimiento de Hierápolis. Después de este trabajo, una obra póstuma, fue completada la excavación por sus colaboradores. Altertümer von Hierapolis fue publicado en 1898.